# Firebase

Firebase — це платформи розробки мобільних та веб застосунків. Firebase розвивається з 2011 року компанією Firebase Inc., яку придбав Google у 2014.

## Історія
Firebase веде свої витоки з Envolve, попереднього стартапу, заснованого Джеймсом Темпліном та Ендрю Лі в 2011 році. Envolve надав розробникам API, який дозволяв інтегрувати функціональні можливості онлайн-чатів на свої вебсайти. Після випуску сервісу чату, Тамплін і Лі виявили, що сервіс використовується для передачі даних застосунків, які не були повідомленнями чату. Розробники використовували Envolve для синхронізації даних застосунків, таких як стан гри в режимі реального часу серед своїх користувачів. Тамплін і Лі вирішили відокремити систему чату та архітектуру реального часу, яка працювала на ньому. Вони заснували Firebase як окрему компанію в квітні 2012 року.
Firebase Inc. отримав початкове фінансування у травні 2012 року. Компанія також збільшила фінансування у червні 2013 року. У жовтні 2014 року компанія Firebase була придбана компанією Google. У жовтні 2015 року компанія Google придбала Divshot, щоб об'єднати її з командою Firebase. З моменту придбання Firebase виросла всередині Google і розширила їхні послуги, щоб стати єдиною платформою для мобільних розробників. Firebase тепер інтегрується з різними іншими службами Google, щоб пропонувати нові продукти та масштаб для розробників. У січні 2017 року компанія Google придбала Fabric і Crashlytics з Twitter, щоб приєднати ці служби до команди Firebase. Firebase у жовтні 2017 року запустив Cloud Firestore, документ-орієнтовану базу даних.

## Служби і рішення для розробки

### Firebase Analytics
Firebase Analytics — безкоштовне рішення для оцінки застосунків, яке дає змогу ознайомитись із використанням застосунків та залученням користувачів.

### Firebase Cloud Messaging
Раніше відомий як Google Cloud Messaging (GCM), Firebase Cloud Messaging (FCM) — це крос-платформове рішення для повідомлень і нотифікацій для Android, iOS та вебзастосунків, які наразі можна використовувати безкоштовно.

### Firebase Auth
Firebase Auth — це служба, яка може аутентифікувати користувачів, використовуючи лише код на стороні клієнта. Він підтримує соціальні логін-провайдери Facebook, GitHub, Twitter і Google (і Google Play Games). Крім того, вона включає в себе систему управління користувачами, за допомогою якої розробники можуть увімкнути автентифікацію користувача за допомогою входу з електронної пошти та пароля, що зберігаються в Firebase.

### Realtime Database
Firebase надає в режимі реального часу базу даних та бекенд як службу. Ця служба надає розробникам застосунків API, який дозволяє синхронізувати дані застосунків між клієнтами та зберігати їх у хмарі Firebase. Компанія також надає клієнтські бібліотеки, які дозволяють інтеграцію із застосунками Android, iOS, JavaScript / Node.js, Java, Objective-C, Swift. База даних також доступна через REST API та прив'язки до декількох сценаріїв JavaScript, таких як AngularJS, React, Ember.js та Backbone.js. REST API використовує протокол подій із сервером, який є інтерфейсом для створення HTTP-з'єднань для отримання push-повідомлень від сервера. Розробники, які використовують Realtime Database, можуть захищати свої дані за допомогою правил безпеки, що застосовуються на сервері.
Cloud Firestore, яка є наступною генерацією Firebase Realtime Database, була випущена у бета-версії.

### Firebase Storage
Firebase Storage забезпечує надійне завантаження та вивантаження файлів для застосунків Firebase незалежно від якості мережі. Розробник може використовувати його для зберігання зображень, аудіо-, відео- чи іншого вмісту, створеного користувачами. Зберігання Firebase підтримується Google Cloud Storage.

### Firebase Hosting та Functions
Firebase Hosting — це статичний та динамічний вебхостинг, який було запущено 13 травня 2014 року. Він підтримує хостинг статичних файлів, таких як CSS, HTML, JavaScript та інші файли, а також динамічну підтримку Node.js через Cloud Functions [Архівовано 21 квітня 2020 у Wayback Machine.]. Служба передає файли через мережу доставки контенту (CDN) за допомогою протоколу HTTPS та шифрування SSL. Firebase підтримує Fastly, CDN, щоб забезпечити підтримку CDN Firebase Hosting. Компанія стверджує, що хостинг Firebase виріс із запитів клієнтів; розробники використовували Firebase для своєї бази даних в режимі реального часу, але вони потребували місця для розміщення їхнього вмісту.
ML Kit
ML Kit — це мобільна система машинного навчання для розробників, яка була запущена в режимі бета-тестування 8 травня 2018 року під час Google I/O 2018. ML Kit API містить різноманітні інструменти, серед яких розпізнавання тексту, розпізнавання облич, сканування баркодів, створення опису для зображень та розпізнавання наземних об'єктів. Наразі вона доступна для iOS та Android розробників. Також можливий імпорт власних моделей TensorFlow. API можна використовати у пристрої або у хмарі.

## Проекти з відкритим кодом

### Firepad
Firepad — це редактор для спільної роботи у режимі реального часу із відкритим кодом. Випущений під ліцензією MIT, Firepad використовується декількома редакторами, включаючи редактор Atlassian Stash Realtime Editor та Koding.

### Firechat
Firechat — це програма чату з відкритим кодом у режимі реального часу. Він випущений під ліцензією MIT.

### GeoFire
GeoFire — це бібліотека з відкритим кодом, яка використовує Firebase Realtime Database, що дозволяє розробникам застосунків зберігати та запитувати набір ключів на основі географічного розташування.